# Myosotisnunatak
Der Myosotisnunatak ist ein etwas isolierter, 2000 m hoher Nunatak im ostantarktischen Viktorialand. Er ragt östlich des Waring Bluff und nordöstlich des Barren Bluff in den Eismassen östlich der Sequence Hills auf.
Wissenschaftler der deutschen Expedition GANOVEX IV (1984–1985) benannten ihn. Namensgeber ist das Vergissmeinnicht (Myosotis).